# Kristenretten
Kristenretten var i førreformatorisk tid, den del af norsk ret som omhandlede kirkelige forhold. Den gjaldt organisering af kirken, regulering af forholdet mellem kirken og det verdslige samfund samt brud på kirkens moralbud i de tilfælde disse var støttet af lovbud. Den første kirkeret skal være blevet sat af Olav Haraldsson og biskop Grimkjell på Mostratinget i 1024, men den ældste bevarede udgave er i den senere Gulatingsloven. Frem til Magnus Lagabøtes tid var kristenretten en del af landskabslovene.